# Distrikt Aramango
Der Distrikt Aramango liegt in der Provinz Bagua in der Region Amazonas in Nord-Peru. Der Distrikt wurde am 26. Dezember 1870 gegründet. Er besitzt eine Fläche von 819 km². Beim Zensus 2017 wurden 10.487 Einwohner gezählt. Im Jahr 1993 lag die Einwohnerzahl bei 13.368, im Jahr 2007 bei 11.442. Sitz der Distriktverwaltung ist die 494 m hoch gelegene Ortschaft Aramango mit 1284 Einwohnern (Stand 2017). Aramango befindet sich 26,5 km nordnordöstlich der Provinzhauptstadt Bagua.

## Geographische Lage
Der Distrikt Aramango liegt südzentral in der Provinz Bagua. Er liegt in der peruanischen Zentralkordillere. Der Río Marañón durchquert das Areal anfangs in nordöstlicher, später in nördlicher Richtung. Der Distrikt liegt unterhalb der Engpaßstelle Pongo de Rentema.
Der Distrikt Aramango grenzt im Westen an die Distrikte Santa Rosa (Provinz Jaén), Huarango (Provinz San Ignacio), im Norden und im Osten an den Distrikt Imaza, im Südosten an den Distrikt Cajaruro (Provinz Utcubamba) sowie im Süden an die Distrikte Copallín, La Peca und Bagua.

## Ortschaften
Neben dem Hauptort gibt es folgende größere Ortschaften im Distrikt:
- Campo Bonito (235 Einwohner)
- Copallín de Aramango (275 Einwohner)
- El Muyo (1244 Einwohner)
- El Porvenir (775 Einwohner)
- La Libertad (407 Einwohner)
- Najem
- Numparque (381 Einwohner)
- San Juan de Dios
- Tutumberos (486 Einwohner)